# Бальче
Бальче (Balché) — п'янкий напій, який виготовляли древніх мая у Мексиці і верхньої Центральної Америки. Сьогодні це все ще поширене явище серед мая юкатанських. Напій виготовляється з кори дерева, Lonchocarpus violaceus, яку замочують у меді та воді та ферментують. Близькоспоріднений напій, зроблений з меду, отриманий з нектару видів ранкового сяйва, називається xtabentún.
Ритуальні клізми та інші психоактивні речовини приймали також ті, хто пив бальче.
За словами письменника Шандора Каца, стародавні мая споживали бальче у формі клізми, щоб максимізувати його п'янкий ефект. Після того, як мая були завойовані іспанцями, напій заборонили, а їхні сади знищили.

## Дивитися також
- Пульк